# Ekwang
 (août 2022).
L'ekwang également connu sous le nom de Ekpang Nkukwo en Efik, Ekpang en Ibibio/Annang et Ekwang Coco, est un plat camerounais et nigérian originaire des peuples Bakweri, Bafaw, Oroko, de la région du Sud-Ouest du Cameroun,. Il est préparé avec des cocoyams fraîchement râpés qui sont enveloppés dans des feuilles de cocoyam. Les autres ingrédients comprennent du poisson frais ou fumé, de la viande, de l'huile de palme, des écrevisses et des assaisonnements. 